# غي جون
غي جون (بالصينية: 葛军) هو رياضياتي صيني، ولد في 21 أكتوبر 1964 في نانتونغ في الصين.